# Alberto Ongaro
Pour les articles homonymes, voir Ongaro.
 (octobre 2018).
Si vous disposez d'ouvrages ou d'articles de référence ou si vous connaissez des sites web de qualité traitant du thème abordé ici, merci de compléter l'article en donnant les références utiles à sa vérifiabilité et en les liant à la section « Notes et références ».
Alberto Ongaro (né à Venise le 22 août 1925 et mort dans la même ville le 23 mars 2018) est un écrivain, journaliste et scénariste italien. 
Il est également connu sous le nom d’Alfredo Nogara.

## Biographie
Alberto Ongaro crée avec Hugo Pratt et Mario Faustinelli L'As de pique (L’Asso di Picche) et avec Dino Battaglia Jungleman.
En 1948, en même temps que Pratt, Mario Faustinelli et Ido Pavone, il s’installe en Argentine. Commence alors une longue période pendant laquelle il séjourne tout d’abord en Amérique du Sud puis en Angleterre. Pendant cette période, il est le scénariste de nombreuses bandes dessinées et collaborateur du journal Il Corriere dei Piccoli. Dans le même temps, il travaille comme correspondant spécial pour l’Europeo.
En 1979, il retrouve sa ville natale, Venise, où il s’établit de nouveau. Il s’y voue depuis à l’activité de romancier. Parmi ses nombreux romans figurent La Taverne du Doge Loredan (1980), par beaucoup considéré comme son œuvre majeure[réf. nécessaire], Le Secret de Caspar Jacobi (1983), La Partita, qui obtient le prix Campellio en 1986[réf. nécessaire], Passagio segreto (1993), et Il Ponte della solita ora (2006).
La Partita a été adapté au cinéma en 1988 avec Faye Dunaway.
En France, ses œuvres sont publiées par les éditions Anacharsis.

## Œuvres

### Bande dessinée
- L'As de pique (L’Asso di Picche) (1945-1948)
- Jungleman (1947-1952)
- Capitan Caribe (1948-1950)

### Romans et récits
- Il complice (1965)
- Un romanzo d'avventura (1970)
- La taverna del doge Loredan (1980)
- Il segreto di Caspar Jacobi (1983)
- La partita (1985)
- L'ombra abitata (1987)
- Interno argentino (1990)
- Passaggio segreto (1993)
- Hollywood Boulevard (1997)
- Il segreto dei Segonzac (2000)
- Rumba (2002)
- La strategia del caso (2003)
- Il ponte della solita ora (2006)
- La versione spagnola (2007)
- La maschera di Antenore (2009)
- Un uomo alto vestito di bianco (2011)

### Reportage
- La terra degli stregoni (1994)